# Закарпатський державний університет
Закарпатський державний університет — вищий навчальний заклад IV рівня акредитації, державної форми власності, створений за розпорядженням Кабінету Міністрів України від 17 листопада 2004 року № 843-р та відповідним наказом Міністерства освіти і науки України від 26 листопада 2004 року № 887 на базі Ужгородського державного інституту інформатики, економіки і права, який розпочав свою діяльність у 1995 році.

## Структура
В структурі Закарпатського державного університету функціонують 5 факультетів: факультет інформаційних технологій, факультет міжнародних відносин, факультет міжнародного бізнесу та міжнародного права, юридичний факультет і факультет економіки та туризму; Навчально-наукові інститути: інститут інформаційних технологій, інститут євроінтеграційних досліджень; природничо-гуманітарний коледж, відділ довузівської підготовки, перепідготовки та підвищення кваліфікації; відділ аспірантури та докторантури.
Факультет інформаційних технологій. Галузь знань «Інформатика та обчислювальна техніка». Напрями підготовки: «Комп'ютерні науки», «Програмна інженерія»; спеціальності «Інформаційні управляючі системи та технології», «Програмне забезпечення систем». Спеціалізації: «Системне адміністрування та технічні засоби комп'ютерних мереж», «Сучасні технології захисту інформації», «Комп'ютеризовані системи моделювання», «Інтернет клієнт-серверні системи», «Сучасні технології створення програмних продуктів»
Факультет економіки та туризму. Галузь знань «Економіка та підприємництво». Напрями підготовки: «Облік і аудит», «Фінанси і кредит»; спеціальності: «Облік і аудит», «Банківська справа». Спеціалізації: «Облік і аудит у промисловості»; «Облік і аудит у сфері послуг»; «Банківський менеджмент», «Облік, аудит та аналіз у банках».
Галузь знань «Сфера обслуговування». Напрям підготовки «Туризм», спеціальність «Туризмознавство». Спеціалізації: «Лікувально-оздоровчий туризм», «Рекреаційний туризм», «Спортивний туризм».
Юридичний факультет. Галузь знань «Право». Спеціальність «Правознавство». Спеціалізації: «Судово-прокурорська, слідчо-криміналістична», «Правова робота в органах місцевої публічної влади», «Цивільно-правова».
Факультет міжнародних відносин. Галузь знань «Міжнародні відносини». Спеціальність «Країнознавство». Спеціалізації: «Міжнародний туризм», «Міжнародні організації та дипломатична служба», «Європейське народознавство», «Менеджмент реклами і PR».
Факультет міжнародного бізнесу та міжнародного права. Галузь знань «Міжнародні відносини». Спеціальності «Міжнародний бізнес», «Міжнародне право». Спеціалізації: «Менеджмент міжнародного бізнесу», «Міжнародні фінансові відносини», «Управління зовнішньоекономічної діяльності», «Митне регулювання зовнішньоекономічної діяльності».
Галузь знань «Гуманітарні науки». Напрям підготовки «Філологія», спеціальність «Прикладна лінгвістика».
Галузь знань «Соціально-політичні науки». Напрям підготовки «Практична психологія», спеціальність «Практична психологія». Спеціалізації: «Практичний психолог у системі охорони здоров'я», «Практичний психолог у правоохоронній системі», «Практичний психолог у системі управління персоналом».
Галузь знань «Менеджмент і адміністрування», напрям «Менеджмент».
Природничо-гуманітарний коледж. Спеціальності:
- «Розробка програмного забезпечення», спеціалізація «Комп'ютерні технології в економіці»;
- «Правознавство», спеціалізації: «Комерційне та трудове право», «Слідство та дізнання», «Конституційне та фінансове право», «Нотаріат», «Енциклопедія права», «Митно-правова діяльність», «Державна виконавча служба»;
- «Бухгалтерський облік», спеціалізація: «Бухгалтерський облік у фінансово-кредитних установах та організаціях»;
- «Фінанси і кредит» спеціалізації: «Банківська справа», «Фінансовий менеджмент», «Фінансове посередництво»;
- «Оціночна діяльність», спеціалізації: «Оцінка майна та земельних ділянок», «Оцінка нерухомості»;
- «Землевпорядкування», спеціалізації: «Комп'ютерна картографія», «Організація територіально-функціонального використання земель і планування землекористування», «Державний контроль за використанням і охороною земель», «Правове регулювання земельних і майнових відносин»;
- «Туристичне обслуговування», спеціалізації: «Туристичне обслуговування в оздоровчо-курортних комплексах», «Обслуговування приватно-сільського туризму», «Організація спортивно-оздоровчого туризму», «Міжнародний туризм», «Екскурсійна та музейна діяльність».
- «Будівництво та експлуатація будівель і споруд».

## Історія
Закарпатський державний університет створений за розпорядженням Кабінету Міністрів України від 17 листопада 2004 року № 843-р та відповідним наказом Міністерства освіти і науки України від 26 листопада 2004 року № 887 на базі Ужгородського державного інституту інформатики, економіки і права, який розпочав свою діяльність у 1995 році

## Кампуси і корпуси
У Закарпатському державному університеті створено потужну матеріально-технічну базу, яка включає навчальні корпуси загальною площею близько 25 тис. кв.м. До послуг студентів та викладачів сучасні лекційні зали, аудиторії, конференц-зал, навчальні та наукові лабораторії, комп'ютерні класи, бібліотека, лінгафонні кабінети, мультимедійні лабораторії, видавничий центр, спортивні та тренажерні зали, стадіони, спортивні майданчики, гуртожиток, медичні пункти, студентські їдальні, кафе.

## Факультети
В структурі Закарпатського державного університету функціонують 5 факультетів:

### Факультет інформаційних технологій
є ровесником університету, який засновано у 1995 році. Першими кафедрами факультету були: кафедра інформатики та інформаційних технологій та кафедра фізико-математичних дисциплін. У 2000 році кафедра інформатики та інформаційних технологій була поділена на дві: кафедру інформаційних управляючих систем та технологій і кафедру загальної інформатики та математичного моделювання. Саме перша з двох вище названих кафедр дала університету перших випускників «інженерів-системотехніків». У зв'язку з відкриттям нової спеціальності «Програмне забезпечення автоматизованих систем» у 2005 році кафедра фізико-математичних дисциплін була реорганізована у кафедру програмного забезпечення автоматизованих систем та фізико-математичних дисциплін і стала другою випусковою кафедрою факультету. У 2011 році в результаті реорганізації факультет інформаційних технологій нараховує три кафедри — програмного забезпечення систем, інформаційних управляючих систем та технологій, інформатики та фізико-математичних дисциплін.
У формуванні, розвитку та зміцненні факультету значну роль відіграли його декани: Василенко Ю. А. (д. т. н., проф., перебував на посаді з 01.09.1996 р. по 28.02.2000 р.), Поляк С. С. (к.ф.-м.н., доц., 01.03.2000 р. — 30.08.2003 р.), Бунда В. В. (к.ф.-м.н., доц., вересень-грудень 2003 року), Лавер О. Г. (к.ф.-м.н., доц., 1.11.2003 р. — 1.09.2006 р.), Бунда С. О. (к.ф.-м.н., доц., 1.09.2006 р. — 15.08.2010 р.), Білак Ю. Ю. (к.ф.-м.н., доц., 16.08.2010 р. — 20.09.2011 р.). Із 21.09.2011 року обов'язки декана факультету інформаційних технологій виконує к.т.н., доцент кафедри Повхан Ігор Федорович.

### Факультет міжнародних відносин
Функціонування факультету міжнародних відносин ЗакДУ об'єктивно обумовлене унікальним геополітичним розташуванням Закарпатської області, яка межує з чотирма центральноєвропейськими державами на західному кордоні України, її вагомою транзитною роллю та іншими чинниками, які сприяють інтенсивному розвитку зовнішньоекономічної та зовнішньополітичної діяльності.
У становлення факультету значний внесок зробили відомі в нашому краї і за його межами педагоги-науковці: доктор історичних наук, професор, академік Міжнародної слов'янської академії, Заслужений працівник народної освіти України Гранчак Іван Михайлович (працював з 15.08.1996 р. по 13.01.2000 р.); доктор історичних наук, професор, академік Міжнародної слов'янської академії, заввідділу всесвітньої історії та міжнародних відносин Інституту історії України НАН України Віднянський Степан Васильович та інші відомі науковці.
З 2003 року факультет очолює доктор історичних наук, професор Вовканич І. І.

### Факультет міжнародного бізнесу та міжнародного права
Сьогодні у складі факультету функціонує 3 кафедри:
- міжнародного бізнесу та світової політики;
- ділової іноземної мови та перекладу;
- педагогіки, психології та оздоровчих технологій.

Здійснює підготовку фахівців за напрямом та спеціальністю «міжнародний бізнес». Факультет створено у червні 2007 року.
У 2010 році на базі факультету міжнародного бізнесу та міжнародного права Закарпатського державного університету було започатковано новий напрям «Міжнародне право». З 2011 року факультет здійснює підготовку спеціалістів з двох нових спеціальностей «Прикладна лінгвістика» та «Практична психологія».

### Юридичний факультет
Юридичний факультет Закарпатського державного університету готує фахівців освітньо-кваліфікаційного рівня «бакалавр», «спеціаліст», «магістр» за напрямом «Право» зі спеціальності «Правознавство» на денній та заочній формі навчання, а також на відділенні післядипломної підготовки. В межах спеціальності на старших курсах студенти за власним вибором проходять спеціалізацію в сферах судово-прокурорської, слідчо-криміналістичної та господарсько-правової діяльності. З 2011 року студенти денної форми навчання здобувають додаткову спеціалізацію — «викладач правознавства», яка дає їм право викладання юридичних дисциплін у навчальних закладах.
З 2012 року юридичний факультет спільно із факультетом економіки здійснює підготовку арбітражних керуючих (розпорядників майна, керуючих санацією, ліквідаторів). Програма підготовчих курсів розрахована на 2 місяці. Після здачі іспиту за результатами підготовки видається відповідне свідоцтво.
На відділенні післядипломної підготовки професію юристів за спеціальністю «Правознавство» здобувають особи з вищою освітою. Їх підготовка ведеться за окремими програмами та скороченими термінами з перезарахуванням загальноосвітніх дисциплін, які здобувачі вивчали при отриманні першої вищої

### Факультет економіки та туризму
готує фахівців з напрямів підготовки «Облік і аудит» та «Фінанси і кредит», зі спеціальностей «Облік і аудит», «Банківська справа» за освітньо-кваліфікаційними рівнями «спеціаліст» та «магістр»; за напрямом «Туризм» та спеціальністю «Туризмознавство» за освітньо-кваліфікаційними рівнями «спеціаліст» та «магістр».
Виходячи з гострої потреби в економічній освіті, зорієнтованій на ринкову економіку, факультет готує фахівців за програмами, які дають можливість працювати в галузях виробничої та невиробничої, рекреаційної сфери, в податкових інспекціях, органах державної контрольно-ревізійної служби, в банківських установах, аудиторських фірмах тощо.
Навчальний процес на факультеті забезпечує професорсько-викладацький колектив, у складі якого 3 професори, доктори наук, 18 доцентів, кандидатів наук та досвідчені спеціалісти-практики з різних галузей економіки. Зусилля викладачів спрямовані на підготовку висококваліфікованого фахівця, який добре володіє бухгалтерським обліком, методологією фінансово-господарського контролю, статистикою, основами господарської діяльності та банківської справи, менеджментом туристичної індустрії. Важливим для майбутнього фахівця-професіонала є той факт, що на факультеті здійснюється поглиблене вивчення іноземних мов та інформатики.

## Навчально-наукові інститути

### Навчально-науковий інститут інформаційних технологій ЗакДУ
створено у 2005 р. з метою упровадження інформаційно-комунікаційних технологій у навчальний процес, ефективного та раціонального використання технічних засобів навчання. Структурними підрозділами інституту є:
- лабораторія мультимедійних технологій навчання;
- відділ інноваційних технологій у навчанні;
- відділ технічного забезпечення навчального процесу.

Основні дослідження інституту спрямовані на розробку комплексних проблем інтеграції дистанційних та е-технологій у навчальний процес як способу створення єдиного освітнього простору, реалізації Національної програми інформатизації України та Програми розвитку системи дистанційного навчання. Інститут проводить навчання студентів та викладачів методам і засобам використання інформаційних технологій у навчанні; досліджує автоматизовані системи організації навчального процесу; виконує прикладні розробки зі створення електронних навчальних матеріалів та комп'ютерних методик тестування рівня знань та якості освіти. Особлива увага приділяється адаптації та впровадженню міжнародних стандартів у систему навчання ЗакДУ, розв'язанню проблем правового захисту авторських прав на об'єкти інтелектуальної власності у дистанційному та е-навчанні.

### Інститут євроінтеграційних досліджень ЗакДУ
Структура: відділи:
- наукових досліджень проблем євроінтеграції;
- наукових досліджень регіонально-інтеграційних процесів;
- методології наукових досліджень.
- сектор — соціологічних досліджень.

Основні завдання Інституту:
- системне дослідження базових геостратегічних орієнтирів України, стану реалізації євроінтеграційних пріоритетів держави в умовах багатовекторної зовнішньої політики;
- дослідження тем: «Актуальні проблеми зовнішньої політики України в глобальному вимірі сучасності», «Геополітика України: історія і сучасність», «Євроінтеграція: український вимір»; «Транскордонне співробітництво в євроінтеграційній стратегії України»;
- Наукова розробка та видання і впровадження в навчальний процес навчально-методичних посібників і підручників нового покоління з актуальних проблем зовнішньополітичного курсу України в умовах глобалізації.

### Природничо-гуманітарний коледж
здійснює підготовку фахівців за спорідненими спеціальностями університету, освітньо-професійними програмами, проводить культурно-просвітницьку діяльність, має достатній рівень кадрового та матеріально-технічного забезпечення.
Коледж у своїй діяльності керується Конституцією України, Указами і розпорядженнями Президента України, Законом України «Про вищу освіту», декретами, постановами і розпорядженнями Кабінету Міністрів України, нормативними документами.

## Ректори
Ващук Федір Григорійович. З 24 липня 1996 року — ректор Ужгородського інституту інформатики, економіки і права; з 29 липня 1997 — ректор Ужгородського державного інституту інформатики, економіки і права; з 26 листопада 2004 року — ректор Закарпатського державного університету.

## Почесні доктори і випускники
- Владімір Чечот (Словаччина). Народився 1951 року. Доктор права, професор.

Працював у системі МВС Словаччини, на викладацьких посадах Братиславського університету ім. Коменського. Державний секретар МВС СР (2006—2010). Завідувач кафедри юридичного факультету Вищої школи в м. Сладковічово (Словаччина).
- Міхал Ткач (Словаччина). Народився 1958 року. Доктор, професор.

Завідувач кафедри промислової інформатики і математики (2000—2007), з 2007 р. декан Кошицького природничо-гуманітарного факультету Братиславського економічного університету. Член шести редакційних колегій наукових журналів та шести університетських і факультетських вчених рад.
- Александер Фегер (Словаччина). Народився 1949 року. Доктор, професор.

Завідувач кафедри експериментальної фізики (1990—1997), декан природничого ф-ту (1997—2003), проректор з наукової роботи (2003—2007), директор Центру низьких температур університету ім. П. Й. Шафарика в м. Кошице.
- Аурел Арделян (Румунія). Народився 1939 року. Доктор біологічних наук, професор.

Один із засновників Західного університету ім. Васіле Голдіша в м. Арад, з 1993 р. — ректор цього університету та голова університетської фундації. У 2004—2008 рр. обирався сенатором в Парламент Румунії, почесний член Румунської медичної академії наук.
- Богдан А. Футей (США). Народився 1939 року. Доктор права, професор.

Суддя Федерального Суду Претензій США — федеральний суддя округу Колумбія. Член Асоціації адвокатів США та Української асоціації адвокатів Америки. Учасник Робочої групи з розробки проекту Конституції України, нагороджений Почесною відзнакою Президента України (1995) та орденом «За заслуги» II ступеня (1999).
- Юрай Сінай (Словаччина). Народився 1949 року. Інженер, доктор технічних наук, професор.

Заступник декана (1998—2000), проректор (1990—1994), ректор (2000—2007), проректор з міжнародних зв'язків та маркетингу Технічного університету в м. Кошице, голова Конференції ректорів СР (2002—2005). Радник Президента Словацької Республіки з питань науки і освіти (з 2003 р.)
- Тетяна Вархолова (Словаччина). Народилася 1950 року. Інженер, доктор, професор.

Заступник декана (2003—2008), професор (з 2008 р.) Кошицького природничо-гуманітарного факультету Братиславського економічного університету. Член Комісії грантів Міністерства освіти СР та Словацької академії наук, член Нью-Йоркської академії наук (з 1995 р.).
- Франтішек Йірасек (Чехія). Народився 1938 року. Доктор педагогічних наук, доцент.

Заступник декана машинобудівного факультету Чеського політехнічного університету (1986—1990), засновник (1994), декан і заступник директора (1995—2000) та ректор (2000—2010) Інституту банківської справи, м. Прага, заступник голови Ради ректорів ЧР, ректор Міжнародного інституту підприємництва і права в м. Прага (з 2010 р.).
- Міхал Вархола (Словаччина). Народився 1948 року. Інженер, доктор, професор.

Викладач, доцент, професор машинобудівного факультету Технічного університету в м. Кошице (з 1973 р.). Один із засновників та президент Міжнародного академічного товариства ім. М. Балудянського (з 2007 р.). За активну співпрацю Товариства з вишами України нагороджений Почесним дипломом (2007 р.) та Почесною грамотою (2008 р.) Міністерства освіти і науки України.
- Міхал Коштял (Словаччина). Народився 1948 року. Інженер, доктор, професор.

Завідувач кафедри (1990—1993), заст. директора (1993—1994), директор Інституту профспілок СР, генеральний директор (2005—2007), проректор з економіки та видавничої діяльності (з 2008 р.) Вищої школи в м. Сладковічово.
- Алена Паулічкова (Словаччина). Народилася 1955 року. Доктор права, професор.

З 1998 р. — викладач Словацького технічного університету, м. Братислава, доцент, професор Трнавського університету, м. Трнава (2000—2008). Проректор з наукової роботи Вищої школи в м. Сладковічово (з 2008 р.).
- Василь Симчера[ru] (Російська Федерація). Народився 1940 року. Доктор економічних наук, професор.

Заслужений діяч науки РФ, віце-президент Російської академії економічних наук, головний редактор журналу «Економіка, підприємництво, навколишнє середовище». Директор Науково-дослідного інституту статистики Держкомстату Росії (з 2000 р.).
- Дюла Патко (Угорщина). Народився 1946 року. Доктор технічних наук, професор.

У 1969 р. закінчив факультет машинобудування Мішкольського університету, м. Мішкольц, доктор технічних наук, професор. У 1985 р. захистив дисертацію, в 1989 р. отримав звання доцента. Проректор (2004—2006), з 2006 р. — ректор Мішкольського університету.
- Юрій Бошицький (Україна). Народився 1959 року. Кандидат юридичних наук, професор. Заслужений юрист України.

Закінчив юридичний факультет Київського національного університету імені Т. Шевченка. З 2001 р. — керівник Міжнародного центру правових проблем інтелектуальної власності при Інституті держави і права ім. В. М. Корецького НАН України. У 2005 р. — проректор, з 2006 р. — виконувач обов'язків ректора, у 2008 р. обраний ректором Київського університету права Національної академії наук України.
- Марош Жилінка (Словаччина). Народився 1970 року у Бардейові.

У 1993 році закінчив юридичний факультет Університету Павла Йозефа Шафарика в Кошицях. У 2005—2010 рр. обіймав посаду заступника директора економічними злочинами Управління спеціального прокурора Генеральної прокуратури Словацької Республіки.

## Нагороди та репутація
За даними Національного рейтингу університетів, складеного Інститутом інноваційних технологій і змісту освіти МОНмолоді та спорту України Закарпатський державний університет посів 4 сходинку в рейтингу класичних університетів.
(Газета «Освіта України» № 26 (1295) від 25 червня 2012 року.)
Престижну премію «Європейська якість» («European Quality») за високу якість і конкурентоздатність згідно з європейськими стандартами отримав ЗакДУ у 2007 р. на Оксфордскому саміті лідерів. У 2008 році саміт нагородив Закарпатський державний університет відзнакою «Найкраще підприємство Європи» ("Best Enterprises of Europe Prize).
За участь у X ювілейній виставці навчальних закладів «Сучасна освіта в Україні — 2007» університет нагороджено Дипломом та бронзовою медаллю у номінації «Інтеграція науки і освіти у вищому навчальному закладі». У 2008 році університет брав участь у XI міжнародній виставці «Сучасна освіта в Україні — 2008» та за презентацію групи програмних продуктів у номінації «Інновації у вищій освіті» удостоєний срібної медалі. На виставці «Сучасна освіта в Україні — 2009» університет виборов бронзову медаль у номінації «Інтеграція науки і освіти — необхідна умова підвищення якості підготовки фахівців у вищих навчальних закладах», а також був удостоєний Почесного звання «Лідер сучасної освіти». У 2011 році ЗакДУ виборов золоту медаль на міжнародній виставці «Сучасні навчальні заклади-2011»; золоту медаль та почесне звання «Лідер сучасної освіти» на виставці «Сучасна освіта в Україні — 2011»; золоту медаль та почесне звання «Лідер сучасної освіти» на Міжнародній виставці «Освіта та кар'єра — 2011», срібну медаль на Національній виставці — презентації «Інноватика в сучасній освіті — 2011», Гран — прі Міжнародної виставки «Освіта та кар'єра 2011». За підсумками XV Міжнародної виставки навчальних закладів «Сучасна освіта в Україні — 2012» Закарпатський державний університет отримав відзнаку «Освітянський Оскар», золоту медаль, Почесне звання «Лідер сучасної освіти».